# Tetris: Axis
Tetris: Axis, llamado en Europa Tetris, es un videojuego del género puzle para la videoconsola portátil Nintendo 3DS desarrollado por Hudson Soft. Fue lanzado en Japón el 20 de octubre de 2011, en América el 2 de octubre de 2011 y en Europa el 21 de octubre de 2011. Y fue retirado de la Nintendo eShop el 31 de diciembre de 2014 a nivel mundial.

## Modos de Juego
Algo destacado del Tetris: Axis es su enorme cantidad de modos de juego, los cuales se dividen básicamente en Destacados, Party, RA y Multijugador.

## Desarrollo
La música fue compuesta por Brian DiLucente.

## Recepción
Tetris: Axis recibió críticas "promedio" según el sitio web de agregación de reseñas Metacritic. En Japón, Famitsu le otorgó una puntuación de un ocho y tres sietes, para un total de 29 sobre 40.